# پل لئونارد-مورگان
پل لئونارد-مورگان (انگلیسی: Paul Leonard-Morgan؛ زادهٔ ۱۹۷۴) موسیقی‌دان و آهنگساز اهل بریتانیا بود. وی از سال ۱۹۹۷ میلادی تاکنون مشغول فعالیت بوده‌است.
از فیلم‌ها یا مجموعه‌های تلویزیونی که وی در آن‌ها نقش داشته‌است، می‌توان به مأموران مخفی، نامحدود (فیلم)، نامحدود (مجموعه تلویزیونی)، درد، ایستگاه اعداد، دودمان، سفر بزرگ و شاهد خاموش اشاره نمود.